# William Green
William Green, britanski general, * 1882, † 1947.